# Groupe des foyers islamo-chrétiens
Le Groupe des foyers islamo-chrétiens (GFIC) est une association française loi de 1901 rassemblant des couples mixtes de religion chrétienne et musulmane.

## Histoire
Le Groupe des foyers islamo-chrétiens est fondé à Paris lors de la Pentecôte 1977,. L'association est soutenue par le  Secrétariat pour les relations avec l’islam de la Conférence des évêques de France, lui-même fondé en 1974 et dirigé alors par le Père Michel Lelong.
L’association organise des cafés-couple pour favoriser le dialogue et l'estime mutuelle, des journées de formation théologique et une retraite annuelle lors du week-end de Pentecôte,. Elle conseille et oriente les couples qui souhaitent faire un mariage interreligieux,.